# La Tejera
Pour les articles homonymes, voir Tejera.
La Tejera (en asturien  La Teyera) est une rue située dans le quartier de la Casanueva à Moreda de Aller, dans les Asturies.
La Tejera comporte un alignement de maisons de mineurs au bord de la rivière Aller. Ce quartier jadis vivant a connu le foisonnement rural de toute une époque, et est actuellement occupé par des retraités des mines de la Hulleras del Norte S.A., les maisonnettes se vident progressivement de leurs habitants.